# کاخ‌موزه ملی
کاخ‌موزه ملی (انگلیسی: National Palace Museum) مجموعه‌ای دائمی از حدود ۷۰۰ هزار قطعه از چین باستان است که در شهر تایپه تایوان قرار دارد و از لحاظ تنوع و نوع آثار، یکی از بزرگ‌ترین و منحصر به فردترین موزه‌های جهان به شمار می‌آید. این مجموعه، آثاری به قدمت ۱۰۰۰۰ سال را از دوران نوسنگی تا اواخر دودمان چینگ را دربرمی‌گیرد. برخی از قطعه‌های موجود در این مجموعه، قطعات باارزشی هستند که به دست امپراتورهای چین باستان جمع‌آوری شده‌اند. کاخ‌موزه ملی و کاخ‌موزه شهر ممنوعه واقع در پکن و سرزمین اصلی چین، از یک ریشه هستند. کاخ موزه قدیمی در پکن، در نتیجه جنگ داخلی چین، که چین را به دو قسمت جمهوری چین در جزیره تایوان و جمهوری خلق چین در سرزمین اصلی مبدل کرد، به دو قسمت تقسیم شد. در انگلیسی، این موزه را با اضافه کردن کلمه ملی به کاخ‌موزه، از همتای خود شهر ممنوعه تفکیک کرده‌اند. در زبان چینی، این مجموعه در تایوان، به «کاخ سابق تایپه» مشهور است در حالی که در سرزمین اصلی، آن را «کاخ سابق پکن» می‌خوانند.

## نگارخانه

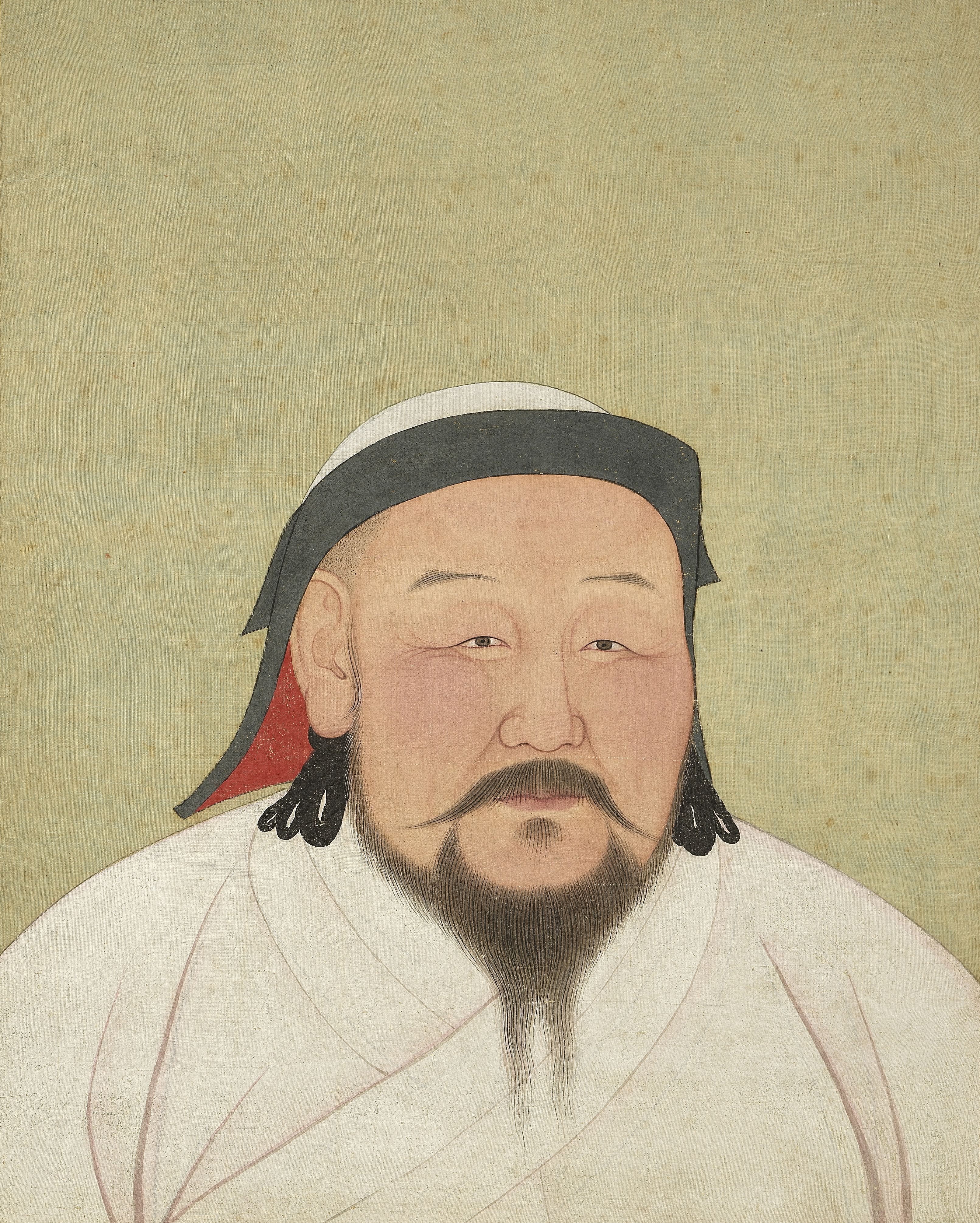
پرترهٔ قوبلای خان حوالی ‏۱۲۹۴ م.‏ اثر آرانیکو (en)
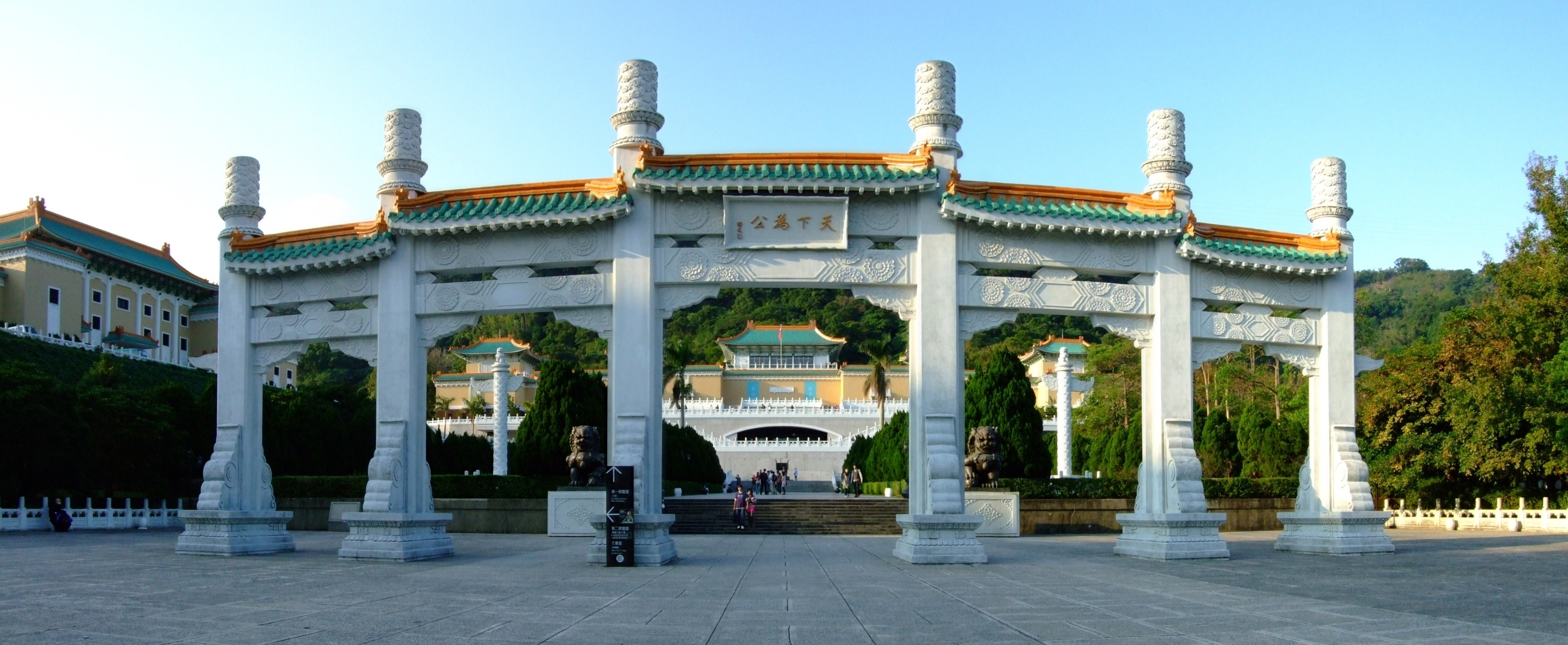
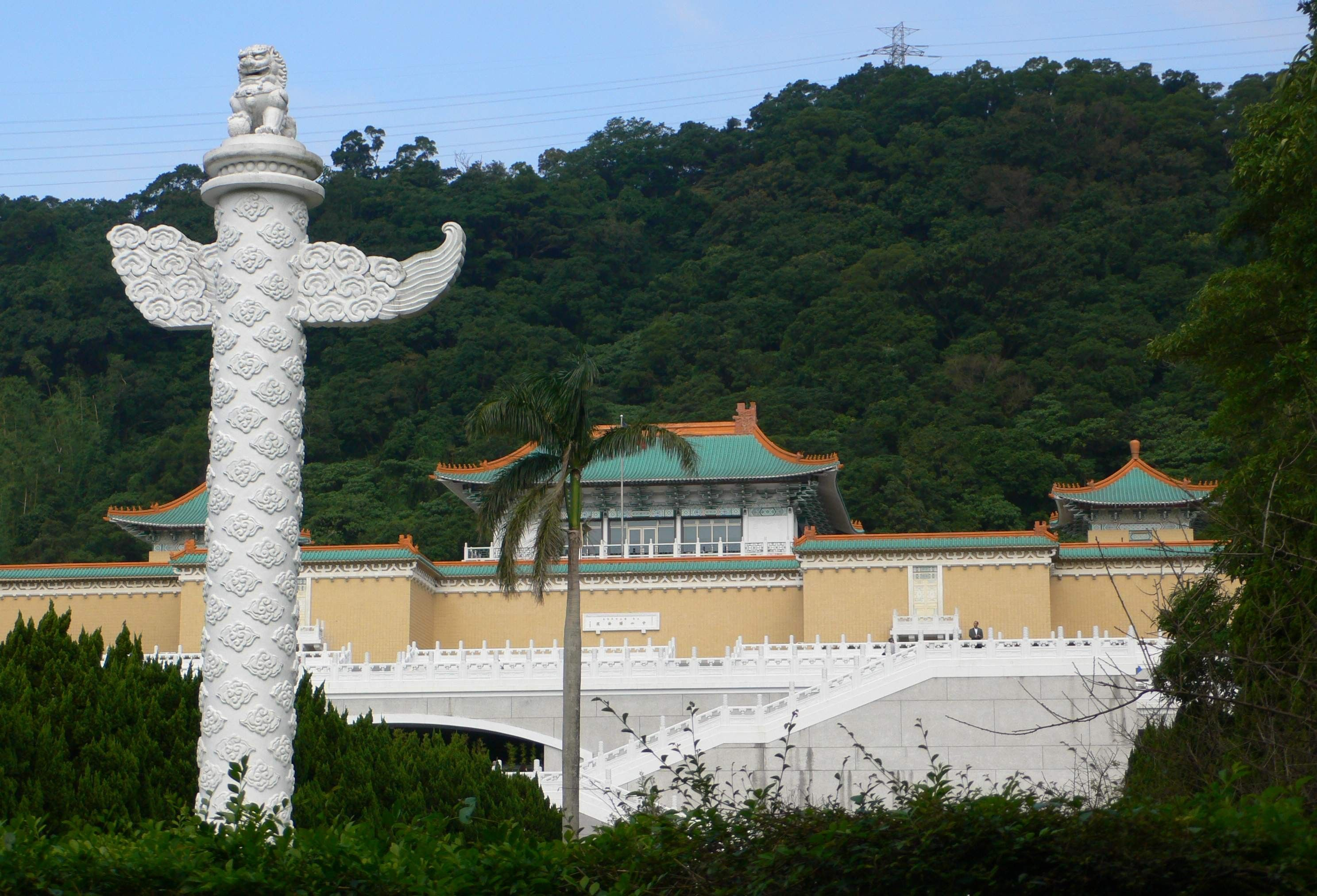
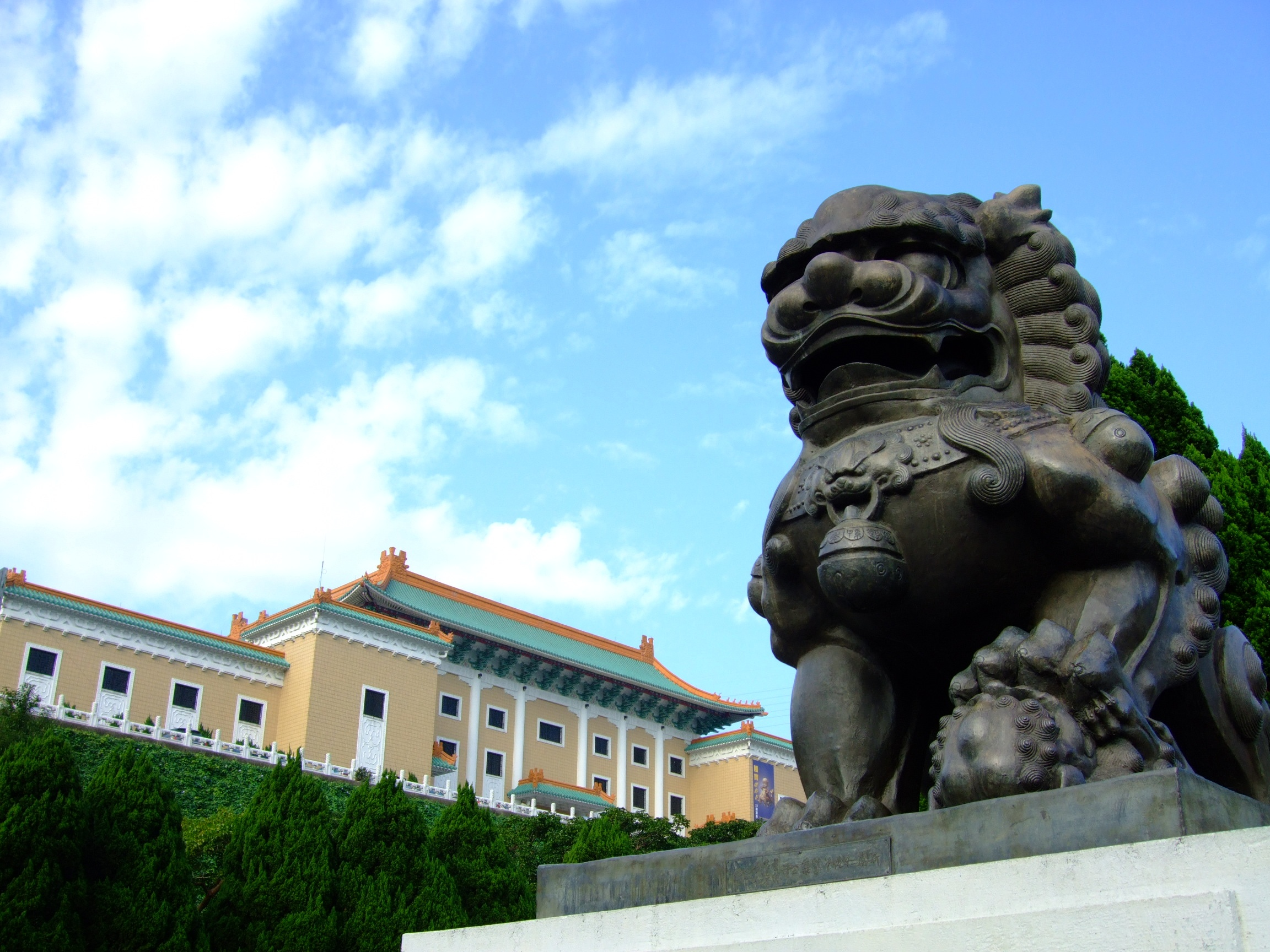
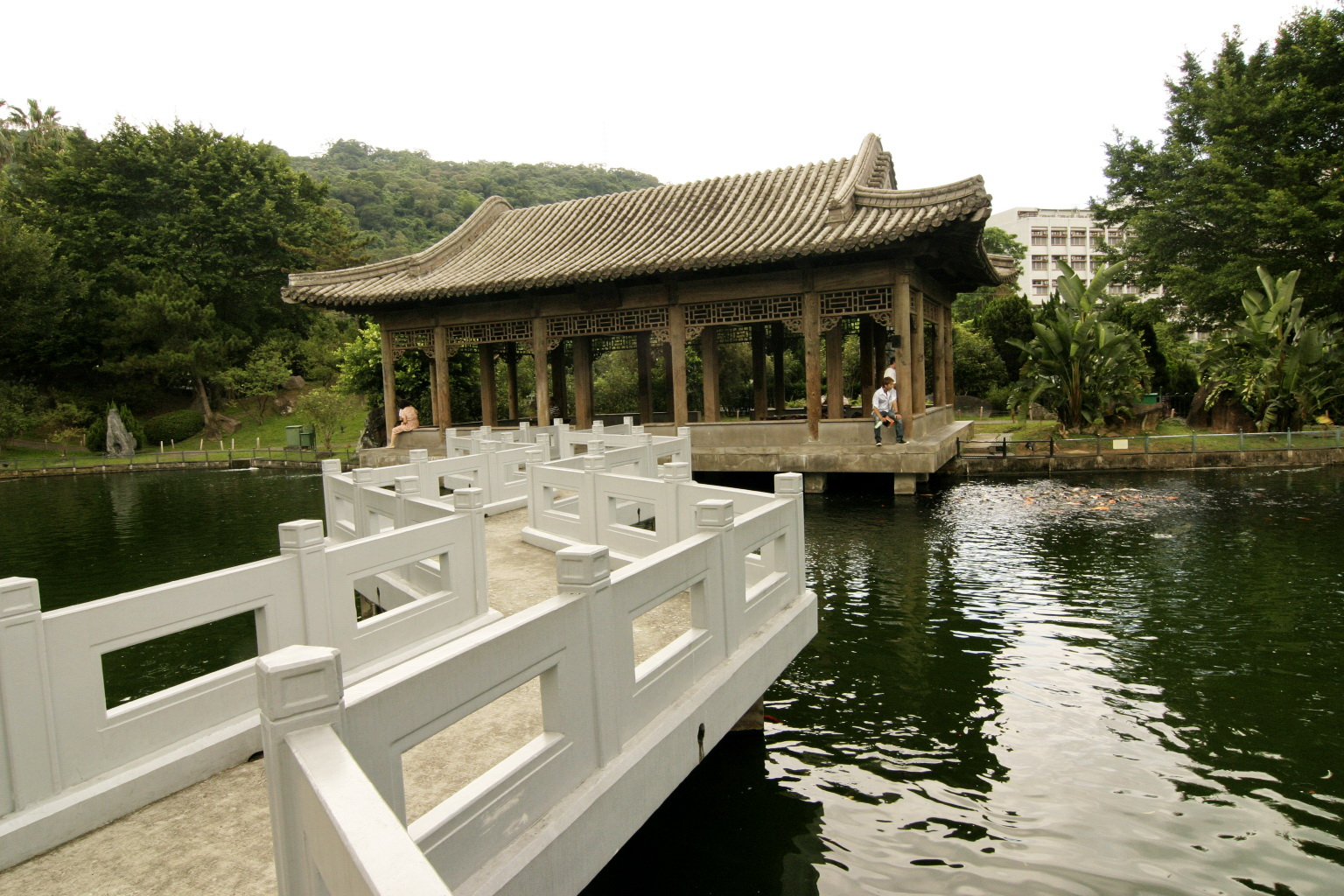
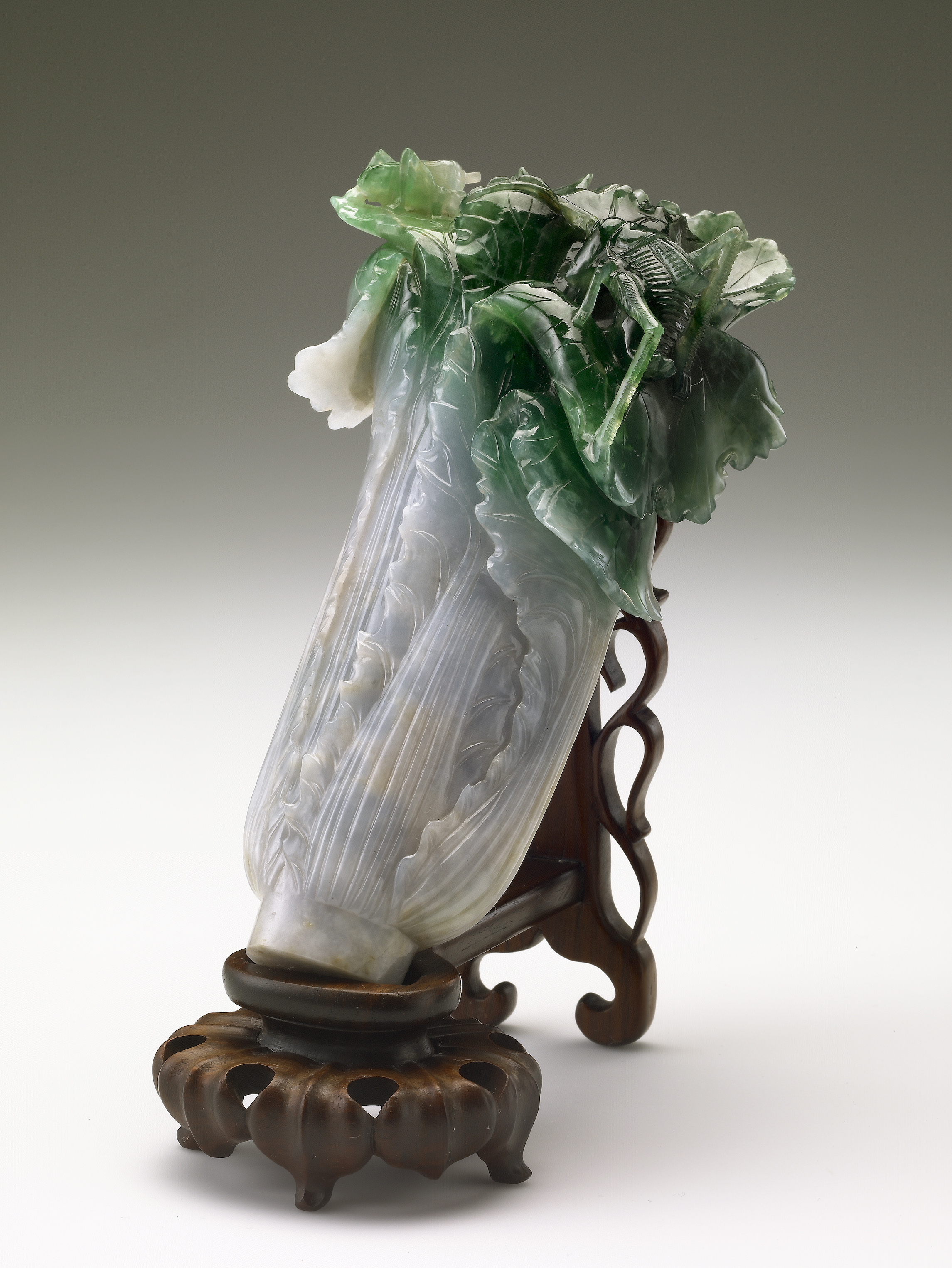
کاهویی از جید
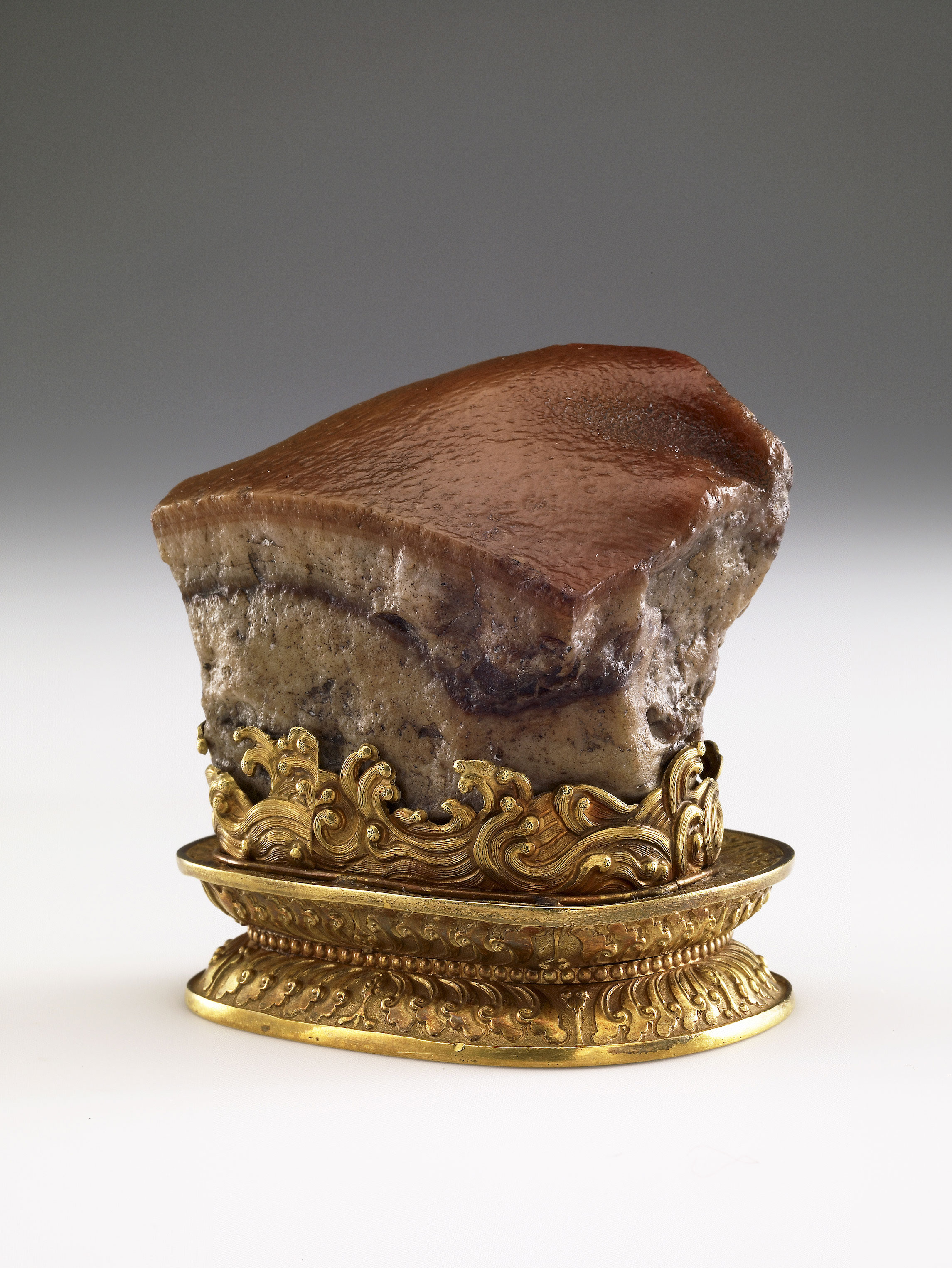
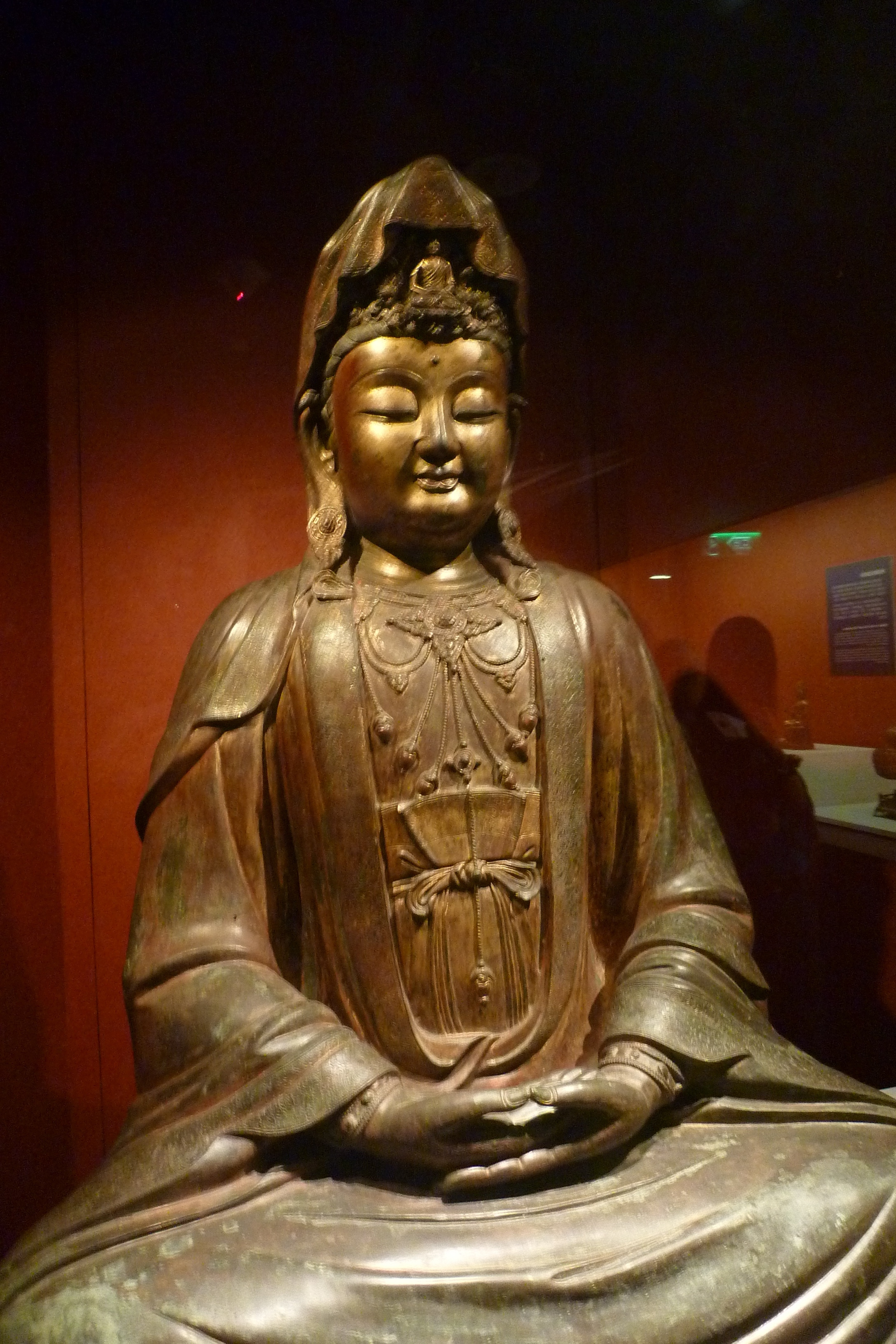